# Diss track
A diss track (az angol disrespect szóból) olyan dal, aminek fő célja egy másik előadó közvetlen megtámadása, sértegetése szóban. Általában két előadó viszálykodásából, rivalizálásából vagy megromlott kapcsolatának következtében születnek.
A műfaj a hiphop zene fejlődésével alakult ki, leginkább a keleti és nyugati parti rapperek rivalizálása idején az 1980-as és 1990-es évek során. Az előadók, akiket érintik ezek a dalok, általában saját diss trackjükkel válaszolnak. 

## Híres diss track-párbajok
- Roxanne-háborúk (1980-as évek)[2]
- Keleti parti–nyugati parti hiphop-rivalizálás (1990-es évek)[3][4]
- Pusha T–Drake (2013–2018)[5]
- Eminem–Machine Gun Kelly (2018)
- Megan Thee Stallion–Nicki Minaj (2024)[6]
- Drake–Kendrick Lamar-rivalizálás ([2013–]2024–)[7]